# ميكلوزين
ميكلوزين (meclozine) أو مكليزين (Meclizine) هو دواء مضاد للهستامين من مجموعة ثنائي فنيل مثيل بيبيرازين.
له تأثير مميز في حصر استجابة المخمدات الوعائية للهستامين ولكن تأثيره ضعيف في حصر الأستيل كولين

## الاستعمال
تمت الموافقة على ميكلوزين من قبل إدارة الغذاء والدواء (الولايات المتحدة) لعلاج دوار الحركة.
ويستعمل ميكلوزين مع بيريدوكسين هيدروكلوريد لعلاج القيء ويسوق تحت أسماء تجارية كثيرة منها (نوفادكس).